# Giải bóng đá vô địch quốc gia Ý 1901
Giải bóng đá vô địch quốc gia Ý 1901 là mùa giải thứ tư, với Milan giành chiến thắng.

## Vòng loại
Thi đấu ngày 14/4
| Đội 1    | Tỉ số | Đội 2             |
| -------- | ----- | ----------------- |
| Juventus | 5–0   | Ginnastica Torino |
| Milan    | 2–0   | Mediolanum        |

## Bán kết
Thi đấu ngày 28/4 tại Turin
| Đội 1    | Tỉ số | Đội 2 |
| -------- | ----- | ----- |
| Juventus | 2–3   | Milan |

## Chung kết
Thi đấu ngày 5/5 tại Genoa
| Đội 1 | Tỉ số        | Đội 2 |
| ----- | ------------ | ----- |
| Genoa | 0–3 (s.h.p.) | Milan |